# Declaração de José de Arimateia

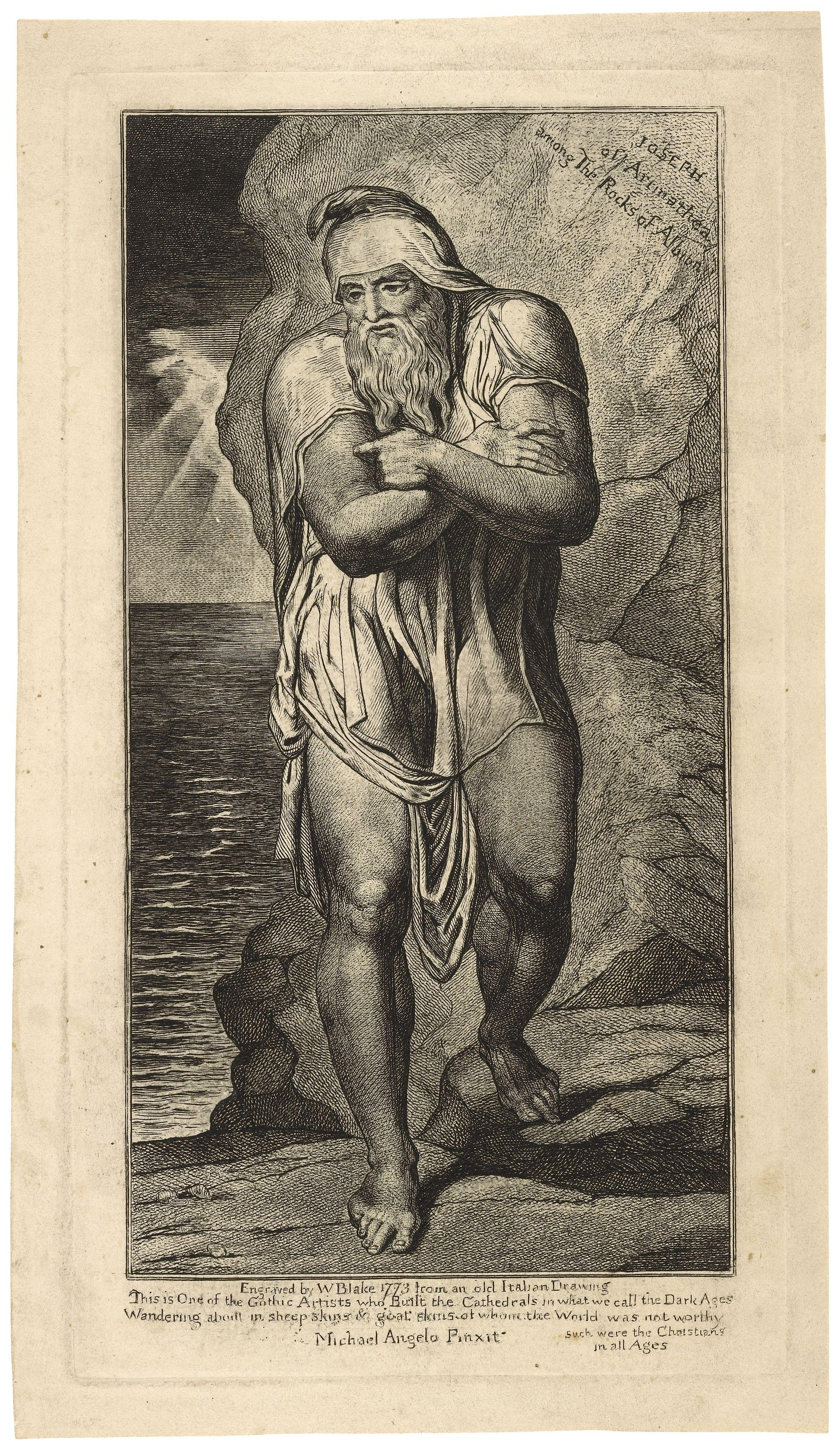
Gravura, de William Blake, representando José de Arimatéria.

Declaração de José de Arimateia é um texto apócrifo do Novo Testamento, escrito no período medieval em grego e que retrata José de Arimatéria explicando os eventos relacionados ao julgamento, crucificação e sepultamento de Jesus Cristo. O texto possui autoria desconhecida e datação incerta, podendo ter circulado desde o século V; os primeiros manuscritos ainda existentes são datados do século XII.

## Conteúdo
O texto inicia com José de Arimateia, em primeira pessoa, explicando como implorou pelo corpo de Jesus e foi preso por esse ato piedoso. Ele apresenta como antagonistas os guardiões da lei de Moisés, que crucificaram Jesus sem reconhecer sua divindade.
Os dois ladrões crucificados com Jesus são introduzidos como Gestas, que representa o mal, e Demas, que é retratado como um ladrão nobre que rouba dos ricos para dar aos pobres. Há também ênfese na narrativa da traição de Jesus por Judas, com relato de que o traidor recebeu 30 peças de ouro.
A narrativa descreve eventos como o julgamento de Jesus, sua crucificação ao lado dos dois ladrões e as interações entre eles durante a morte na cruz. Após a morte de Jesus, José de Arimateia pede seu corpo à Pilatos e o enterra. A história continua com eventos sobrenaturais envolvendo Jesus, Demas e José de Arimateia, culminando na aparição de Demas na forma de um rei poderoso, carregando a cruz, acompanhado por uma multidão que o louva. A narrativa termina com José expressando sua esperança de que essa história leve as pessoas a acreditar em Jesus e a obter a vida eterna.

## Interpretação
O historiador Bart Ehrman aponta que o texto possui caráter antijudaico, o que é consistente com outras obras do chamado "ciclo de Pilatos", com o qual esse relato é geralmente incluído. A obra retrata judeus como assassinos e pessoas que desconhecem Deus. No final do texto, o caráter antijudaico é reforçado, com o autor do apócrifo declarando que escreve o texto para que todos possam crer em Jesus e não mais obedecer a lei de Moisés.
J. K. Elliot indica que o texto é inventivo, afirmando também que nenhum dos detalhes pitorescos da obra podem ser considerados realmente antigos. Ainda, indica que o apócrifo possui grande ignorância dos costumes judaicos.